# Acicula vezzanii
Acicula vezzanii is een slakkensoort uit de familie van de Aciculidae. De wetenschappelijke naam van de soort is voor het eerst geldig gepubliceerd in 1994 door Bodon.